# Phenacoccus maritimus
Phenacoccus maritimus är en insektsart som beskrevs av Danzig 1971. Phenacoccus maritimus ingår i släktet Phenacoccus och familjen ullsköldlöss. Inga underarter finns listade i Catalogue of Life.